# 基輔級航空母艦
基輔級航空母艦，蘇聯稱為1143型航空巡洋艦（Авианесущие крейсера проекта 1143），代號：（海東青），蘇聯航空母艦的一個級別，是蘇聯第一種固定翼航空母艦，蘇聯將其定位為航空巡洋艦，藉此規避通行伊斯坦堡海峽相關的法律限制。在蘇聯解體前，本級艦是蘇聯海軍實際服役的最大噸位軍艦。
原本蘇聯海軍希望建造類似於美國小鷹級航空母艦的超级航母（即計劃1153：奧廖爾），但在實施前已面臨蘇聯解體。

## 歷史
蘇聯海軍所配備的飛機長期都是以陸上基地為運作核心，對於海上運作的航空母艦雖有興趣，但是在政治高层的理解中航空母艦是不適合未來核戰爭的大型累贅，而攜帶可配備核武飛彈的載臺才是發展的重點方向。了解高层思維的蘇聯海軍並沒有直接和蘇聯中央政治局發生衝突，但也持續地運用當時服役的反潛巡洋艦進行艦載噴射機的實驗。1967年，蘇聯完成了第一款垂直起降噴射機Yak-36實驗機。這款噴射機得到了蘇共中央主管國防工業的德米特里·費奧多羅維奇·烏斯季諾夫元帥青睞，他認為這樣可以在蘇共中央的意識形態與蘇聯海軍的期待間取得平衡，製造一款可以搭載噴射機，卻又不是如同傳統航空母艦的大噸位軍艦。開發設計交由莫斯科級的研發單位：涅夫斯基工程設計局執行。
為了配合垂直起降戰機的軍艦代號最初為1123.3，可以從代號本身了解她是莫斯科級的改良，但是工程單位很快就反應1.3萬噸的船體太小。並在1968年9月2日決定放棄由1123型巡洋艦發展，而推翻重來開發專用的軍艦，代號Project 1143。
依據蘇聯海軍的要求，涅瓦設計局提出了9種概念圖供蘇聯海軍挑選。其中3款外觀以類似傳統航艦，甚至有搭載核子動力、配備彈射器可運用米格-23戰鬥機。也有2款以1123型巡防艦為基礎衍生，將艦島置於中央僅提供後方甲板作為飛行甲板運用的保守構型。最後挑選的構型是以短場起降戰機為運用核心，艦島放置於船體右側，配有斜向甲板，搭配重型飛彈武裝的設計，構成各種任務兼備的折衷規格。設計過程中，蘇聯海軍同意將船艦噸位放寬到28,000噸，並要求配備最新型反艦飛彈取代原先設計時預定的P-120反艦飛彈。但因為新型飛彈重量超乎原先需求，海軍只能再度接受設計局建議放寬艦體至29,000噸。
而1143型軍艦配備的艦載機，是到1969年1月才完成規格概念定義，並發包給雅克列夫設計局開始研發。1970年3月，YAK-36M原型機通過技術審查，同年4月完成原型機。同月，蘇聯海軍通過了1143型巡洋艦之技術審核，並在1971年2月通過造艦計畫。

## 設計
蘇聯由於赫魯雪夫的飛彈理念，對航空母艦本身不以為然，僅注重於彈道飛彈潛艇和飛彈巡洋艦的發展，雖然在1967年製造了一台莫斯科級直升機航空母艦，但該艦並未達西方正規航艦之水準，且冷戰海權也不能只依靠直升機航艦。
蘇聯海軍出于戰略上的需要，決定建造新一代的，可搭載固定翼飛機的航空母艦，由涅夫斯基工程設計局负责设计航艦，雅科夫列夫设计局负责设计艦載機。于20世紀70年代中期，結合小型甲板和飛彈巡洋艦的設計，誕生了基輔級航艦，蘇聯也稱其為“戰術航空巡洋艦”或「航空巡洋艦」(TAVKR)，蘇聯海軍于此時算是初步發展出航空母艦。
經過重重考慮、篩選，最終出爐的基辅级航母規格：全长273米，水线长249.5米，宽47.2米，水线宽32.7米，吃水10米，标准排水量36,000 吨，满载排水量43,500吨，（巴库号分别为38,000吨和45,500吨），全舰编制1,600人，前甲板還搭載了各式飛彈等巡洋艦武裝。

### 航空設施
基輔級的航空設施主要集中在斜向飛行甲板區域，斜向甲板與艦艏之傾斜角4.5度，飛行甲板長180公尺、寬20.7公尺，總面積5,600平方公尺，大約佔所有的艙面甲板空間的60%，到巴庫號（1143.4）時，飛行甲板的總面積增加到6,200平方公尺。甲板設有8處垂直起降戰機與旋翼機之起降點，最前方的「C」點為救援直升機起降用，「1」－「6」為反潛直升機與垂直起降戰機使用，艦艉中央的「M」或「T」字起降點為運輸直升機運用。為了對應這些飛機在起飛時會出現的高溫噴射氣流（蘇聯製垂直起降戰機起飛時的噴射口會垂直向下），飛機起飛點均使用了航空工业部全苏航空材料研究所研制的АК-9Ф甲板热防护层。由於使用的是垂直起降戰機，因此蘇聯未在基輔級上裝設攔截索等降落制動輔助工具，僅配備協助飛機導航的電子機材。
涅瓦設計局原本設計構想是希望可以一次起飛6架垂直起降戰機，但是實際操作時發現起飛時產生的噴射氣流相互干擾之情況極為顯著且無法改善，只能放棄飛行效率，基輔級的航空投射效率是10分鐘3架飛機起飛。
基輔級的機庫設置在斜向甲板的下方，長130公尺、寬22公尺、高6.6公尺，單層設計，機庫的損管分配可分隔成5處區域。升降機設置在艦島後方與艦島左側。
建造巴庫號時，为了提高飞机起降的安全性，决定缩短甲板以上建筑的长度并改变其形状。为此，科罗廖夫中央科学研究所对甲板上空气环流条件进行了专门的模型式试验，最终推出了可减少涡流形成的飞行甲板边缘结构形式。 上世紀90年代末，俄羅斯決定把戈爾什科夫號（即巴庫號）贈予印度（後改口以14億美元售予印度），又進行了一次大改裝。飛行甲板方面全面擴容，拆除前甲板的武裝并改為上翹14.3度的滑跳甲板。

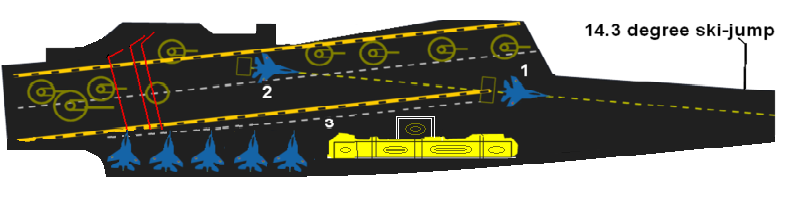
維克拉姆帝亞號（即改裝後的巴庫號）

升降機一部位于艦橋左側，一部則位于艦橋後方。

### 武裝及艦載機
與英美航艦最大的不同是，基輔級航艦本身就是集火力與重武裝於一身，對艦載機依賴性較小。前甲板有重型艦載導彈裝備，可對艦、對潛、對空進行攻擊，是為標准的巡洋艦武裝；而左側甲板則搭載垂直短距起降飛機Ka-25、Ka-27反潛直升機。遺憾的是由於左側甲板過短,雅克-38實際上只能垂直起降,對甲板破壞極大加上事故頻發而最終下艦,使得該艦實際上又淪為普通直升機母艦的功能.
1975年-1978年，苏联海军做出决定，并通過蘇聯政府審批核准后再建造 2 艘基輔級航艦，为正在研制的超音速垂直起降战斗机--雅克-141提供可靠的海上基地；通过提高舰载航空兵的作用来加大海军防域区域的同时，加强航母的防空和电子战武器。在這其中，最晚建造的巴庫號改進最多：反舰导弹的数量增加了50%，换装了更加先进的防空导弹和反鱼雷武器；由于装配了一系列新式抗干扰性强的装置、舰载航空兵器新型指挥综合系统、新型无线电通信和电子战系统，该舰的电子战能力得到了极大加强，是為基輔級航艦中最先進者。

#### 火力武裝
- 基輔號和明斯克號:
4 × 雙聯P-500玄武岩/SS-N-12沙箱反艦飛彈

對艦導彈發射裝置（8枚）
2 × 雙聯SA-N-4對空導彈發射裝置（72枚）
2 × 雙聯9K33 SA-N-4飛彈發射器（40枚）
2 × 雙聯76.2mm防空快砲
8 × AK-630 30mm近程炮
2 × 五聯魚雷發射管
1 × 雙聯 SUW-N-1 FRAS反潛火箭發射器
- 新羅西斯克號:
4 × 雙聯SS-N-12對艦導彈發射裝置（8枚）
4 × SA-N-9導彈垂直發射裝置（72枚）
2 × 雙聯 76.2mm防空機槍
8 × AK-630 30mm近程炮
1 × 雙聯 SUW-N-1 FRAS反潛火箭發射器
- 巴庫號:
6 × P-500玄武岩/SS-N-12沙箱反艦飛彈

SS-N-12反艦導彈（12枚）
24 ×SA-N-9艦空導彈（192枚）
2 × 100mm自動快炮
8 × AK-630 30mm近程炮
2 ×十聯RBU-12000反潛導彈發射器

#### 艦載機
- 12架雅克-38垂直短距起降飛機
- 19架Ka-25或Ka-27（反潛）直升機
- 2架Ka-25（超視距引導）
- 雅克-141（僅巴庫號計劃列裝，實際由于雅克-141的開發終止一直沒正式列裝）
- 米格-29（僅巴庫號，即不久後的维克拉玛蒂亚号列裝，隸屬印度海軍）[2]

### 電子系統
- 對空搜索:天空哨兵（Sky Watch）（僅巴庫號）、雙支柱（MR-320） 對空搜索雷達
- 對空/對海搜索：板舵（Plate Steer）
- 對海搜索：雙支柱（Strut Pair）（僅新羅西斯克號）
- 導航：棕櫚葉（Palm Frond）
- 火控：
「陷阱門」制導雷達（用於SS-N-12）
「頭燈C」制導雷達（用於SA-N-3）
「汽槍群」制導雷達（用於SA-N-4）
「梟鳴」炮瞄雷達（用於76毫近防炮）
「低音帳蓬」炮瞄雷達（用於30毫米炮）
「十字劍」制導雷達（用於SA-A-9）
- 飛機控制：飛行警察（Fly Trap）、蛋糕台（Cake Stand）
- 敵我識別：鹽罐（Salt Pot）A和B、長頭（Long Head）
- 聲納:馬顎（Horse Jaw）艦殼聲納、馬尾（Horse Tail）拖曳聲納

### 動力與性能
8 台鍋爐，4 台蒸汽轮机，总功率 200,000 马力，動力由 4 支傳動軸分別傳遞到 4 個螺旋槳上。雙舵。最高航速 32 節；以 18 节的航速航行時，续航力为 13,500 海里。

## 任務
限於當時蘇聯的海軍政策，蘇聯海軍把基輔級航艦的任務定位為“航空反潛巡洋艦”：
- 為艦隊提供隨航的反空火力；
- 戰鬥巡邏任務中為艦隊潛艇提供安全保障；
- 發現并消滅敵方艦隊潛艇；
- 偵測、指揮艦隊艦艇并消滅敵方水面部隊；
- 提供兩栖登陸能力。

## 同型艦

### 基輔號
- 基輔號航空母艦（«Киев»），1970年7月21日在黑海尼古拉耶夫造船廠開工，1972年12月27日下水，1975年1月3日服役，1977年2月基輔號作為北方艦隊的旗艦。1993年6月30日退役，1996年出售給中國一家公司，並存放於中國的天津軍事主題公園。2011年5月起改建為航母酒店。[5] [6]

### 明斯克號
- 明斯克號航空母艦（«Минск»），以白俄羅斯首府明斯克命名。1972年12月29日在尼古拉耶夫造船廠開工，1975年9月30日下水，1978年9月28日服役，1979年被調到太平洋艦隊，1993年1月退役，1995年底，明斯克號被韓國大宇集團當廢鐵買下，後來被賣到中國改建成深圳軍事主題公園（即明斯克航母世界），成為目前世界上唯一的由四萬噸級航母改造而成的大型軍事主題公園，成立僅一年於2006年破產，該公司負債為8.67億元（合當時美金1億5百萬元），後來由中信集團出資接手營運該公園成功。2013年，大连永嘉集团买下明斯克号后，与南通苏通科技产业园签订航母旅游度假区投资协议。2016年4月，航艦被移往舟山進行艦體整修，5月5日停泊於江蘇南通。[7]南通明思克航母世界将分两期开发，总投资共约100亿元。一期开发主题为航母世界，其中包括航母公园、大型水秀舞台剧、玛丽莲梦露广场；二期开发主题为梦幻世界，建立全世界最大的体验式梦幻乐园。當中，航母主题公园项目一期航母世界预计2017年开业，但截至2024年因資金問題一直被閒置在南通水域，同年八月再度發生重大火災，結構嚴重受損[8]。

### 新羅西斯克號
- 新羅西斯克號航空母艦（«Новороссийск»），1975年9月30日在尼古拉耶夫船廠開工，1978年12月24日下水，1982年9月12日服役；1993年1月退役。於1995年8月1日宣布抛售，1996年1月18日被韓國大宇集團當廢鐵所買下，於1997年在韓國浦項市的船廠拆解。

### 巴庫號→戈爾什科夫海軍上將號→超日王號
- 戈爾什科夫蘇聯海軍元帥號航空母艦（«Баку»，計畫1143.4），原名為「巴庫號」，1990年更名戈爾什科夫號（«Адмирал Горшков»），1978年12月在尼古拉耶夫船廠開工，1982年4月17日下水，1987年1月服役，1994年在一場大火之後便始終處於擱置狀態，在改裝後被賣給印度改名为超日王號航空母艦（INS Vikramaditya）減少前端武裝改裝為滑跳式甲板，已于2013年11月16日交付印度海军。

## 列表
| 舰名                                              | 造船廠           | 安放龍骨日期   | 下水日期       | 服役日期       | 所屬艦隊   | 现况 |
| ------------------------------------------------- | ---------------- | -------------- | -------------- | -------------- | ---------- | --- |
| 基輔號航空母艦                                    | 尼古拉耶夫造船廠 | 1970年7月21日  | 1972年12月27日 | 1975年1月3日   | 北方艦隊   | 1993年6月30日退役，1996年出售給中國一家公司，並存放於中國的天津軍事主題公園。2011年5月起改建為航艦酒店。 |
| 明斯克號航空母艦                                  | 尼古拉耶夫造船廠 | 1972年12月29日 | 1975年9月30日  | 1978年9月28日  | 太平洋艦隊 | 1993年1月退役，1995年底，明斯克號被韓國大宇集團當廢鐵買下，後來被賣到中國改建成深圳軍事主題公園，但2016年起疑因資金問題而被閒置在江蘇南通水域。2024年8月16日停靠在南通長江邊期間發生大火，艦島結構嚴重焚毀。 |
| 新羅西斯克號航空母艦                              | 尼古拉耶夫造船廠 | 1975年9月30日  | 1978年12月24日 | 1982年9月12日  | 太平洋艦隊 | 1993年1月退役。於1995年8月1日宣布拋售，1996年1月18日被韓國大宇集團當廢鐵所買下，於1997年在韓國浦項市的船廠拆解。                                                                                             |
| 戈爾什科夫蘇聯海軍元帥號航空母艦→超日王號航空母艦 | 尼古拉耶夫造船廠 | 1978年2月17日  | 1982年4月17日  | 1987年12月11日 | 北方艦隊   | 2004年1月24日轉賣給印度，改名為超日王號航空母艦，由俄羅斯北德文斯克造船廠負責改裝，減少前端武裝並改為滑跳式甲板，已於2013年11月16日交付印度海軍，配屬於西部艦隊，母港為加爾瓦爾軍港，艦載機改為米格29K。     |

## 流行文化
新世纪福音战士

## 外部連結
- （简体中文）俄专家详解基辅级航母研制历程：共制定9种方案-环球展望网-军事-武器装备
- （简体中文）中国船舶专家揭秘苏俄海军航母生产线(组图)_新浪军事 （页面存档备份，存于）-新浪网
- （英文）蘇聯/俄羅斯航母發展史
- （英文）計畫1143-基輔級（页面存档备份，存于）
- （俄文）基輔級的歷史（页面存档备份，存于）
- （俄文）http://ship.bsu.by/ship.aspx?guid=100000（页面存档备份，存于）